# Яя-Венедиктовка
Яя-Венедиктовка — упразднённая деревня в Яйском районе Кемеровской области. На момент упразднения входила в состав Дачно-Троицкого сельсовета. Исключена из учётных данных в 1997 году.

## География
Располагалась на левом берегу реки Яя в месте впадения в нее реки Верхние Челы, на расстоянии примерно 7 км по прямой к юго-востоку от города Анжеро-Судженск.

## История
Основана в 1896 году. По данным на 1926 году деревня Венедиктовка состояла из 78 хозяйств. В административном отношении входила в состав Яя-Петропавловского сельсовета Судженского района Томского округа Сибирского края.

## Население
| 1970 | 1979 | 1989 |
| ---- | ---- | ---- |
| 29   | ↘5   | ↘2   |

По переписи 1926 г. в деревне проживало 362 человека (169 мужчин и 193 женщины), основное население — русские.